# Alto Longá (ort)
Alto Longá är en ort i Brasilien.   Den ligger i kommunen Alto Longá och delstaten Piauí, i den östra delen av landet, 1 300 kilometer nordost om huvudstaden Brasília. Alto Longá ligger 141 meter över havet och antalet invånare är 4 435.
Terrängen runt Alto Longá är platt. Runt Alto Longá är det mycket glesbefolkat, med 7 invånare per kvadratkilometer.. Det finns inga andra samhällen i närheten. 
Omgivningarna runt Alto Longá är huvudsakligen savann.